# Azzedine Doukha
Azzedine Doukha (en árabe: عز الدين دوخة; Chettia, Argelia, 5 de agosto de 1986) es un exfutbolista argelino que jugaba como guardameta.

## Selección nacional
Fue internacional con la selección de Argelia en 14 ocasiones.

### Participaciones en Copas Africanas
| Copa                           | Sede              | Resultado        | Partidos | Goles |
| ------------------------------ | ----------------- | ---------------- | -------- | ----- |
| Copa Africana de Naciones 2013 | Sudáfrica         | Fase de grupos   | 0        | 0     |
| Copa Africana de Naciones 2015 | Guinea Ecuatorial | Cuartos de final | 0        | 0     |
| Copa Africana de Naciones 2019 | Egipto            | Campeón          | 0        | 0     |

### Participaciones en Campeonatos Africanos
| Copa                                    | Sede  | Resultado    |
| --------------------------------------- | ----- | ------------ |
| Campeonato Africano de Naciones de 2011 | Sudán | Cuarto lugar |

## Clubes
| Club           | País           | Año       |
| -------------- | -------------- | --------- |
| ASO Chlef      | Argelia        | 2004-2006 |
| JSM Tiaret     | Argelia        | 2006      |
| MO Béjaïa      | Argelia        | 2006-2008 |
| MC Alger       | Argelia        | 2008-2009 |
| USM El Harrach | Argelia        | 2010-2014 |
| JS Kabylie     | Argelia        | 2014-2016 |
| NA Hussein Dey | Argelia        | 2016-2017 |
| Ohod Club      | Arabia Saudita | 2017-2018 |
| Al-Raed        | Arabia Saudita | 2018-2021 |
| JS Kabylie     | Argelia        | 2021-2022 |
| CR Belouizdad  | Argelia        | 2022-2023 |

## Palmarés

### Campeonatos nacionales
| Título                                    | Club          | País    | Año  |
| ----------------------------------------- | ------------- | ------- | ---- |
| Copa de Argelia                           | ASO Chlef     | Argelia | 2005 |
| Championnat National de Première Division | MC Alger      | Argelia | 2010 |
| Championnat National de Première Division | CR Belouizdad | Argelia | 2023 |

### Copas internacionales
| Título                    | Selección | Sede   | Año  |
| ------------------------- | --------- | ------ | ---- |
| Copa Africana de Naciones | Argelia   | Egipto | 2019 |